# Wildlife Park 2
Wildlife Park 2 es un videojuego para computadoras personales, es la continuación de Wildlife Park. Trae novedades como nuevos animales y un mayor número de plantas.

## Objetivo
Hay dos maneras de jugar: libre y campaña.
En ambas el objetivo es hacer un zoo, pero en campaña tienes que seguir unos objetivos específicos.
En el modo libre tienes que elegir la cantidad de dinero con la que quieres jugar y en el país en el que quieres jugar. Los países y regiones se diferencian por el clima: en algunos (como Bolivia o Costa Rica) hace bastante calor y llueve mucho, en Alaska, en cambio, hace frío y apenas llueve.
Los países y regiones que podremos elegir en el modo libre son: Bolivia, Alpes, Alaska, Tanzania, Costa Rica, Italia, la India, Alemania, Japón, Sáhara, Jungla (este entorno es ficticio pero por sus características este lugar debería estar basado en Camboya o Laos), Antártida, Groenlandia y China, a los que cabría añadir (en el modo campaña): Brasil, islas Galápagos (Ecuador), Dubái, Suecia, Canadá etc.

## Animales
Wildlife Park 2 contiene 50 especies animales diferentes y 30 plantas.